# Teatr Malickiej
Teatr Malickiej – nieistniejący prywatny teatr dramatyczny w Warszawie.
Teatr został założony przez aktorkę Marię Malicką, która była również jego kierownikiem artystycznym. Otwarcie nastąpiło 31 sierpnia 1935. Siedziba teatru mieściła się w pomieszczeniach dawnego Teatru Comoedia w podziemiach przy ulicy Karowej 18A, a od stycznia 1939 do czerwca 1939 przy ul. Marszałkowskiej 8.
W pierwszym Teatrze Malickiej sztuki reżyserował Zbigniew Sawan, a występowali: Ina Benita, Maria Malicka, Zofia Ordyńska, Tekla Trapszo, Karol Benda, Tadeusz Fijewski, Henryk Modrzewski, Kazimierz Opaliński, Roman Zawistowski. Na repertuar teatru składały się współczesne komedie polskie i zagraniczne.
W drugim teatrze dyrektorem i reżyserem był nadal Zbyszko Sawan. W krótkim okresie działalności wystawiono 8 premier, m.in. Profesję pani Warren, Kandidę George’a Bernarda Shawa i Marię Stuart Juliusza Słowackiego.